# Dicranella tenax
Dicranella tenax är en bladmossart som beskrevs av Brotherus 1901. Dicranella tenax ingår i släktet jordmossor, och familjen Dicranaceae. Inga underarter finns listade i Catalogue of Life.